# Умри мушки 4
Живи слободно или умри мушки (енгл. Live Free or Die Hard) је амерички акциони филм редитеља Лена Висмена из 2007. са Брусом Вилисом у улози детектива Џона Маклејна. Овај филм је четврти наставак акционог филмског серијала Умри мушки.

## Радња
Еф-Би-Ај реагује на кратак прекид рада рачунара у свом Интернет Заштитном Одељењу хапсећи неколико хакера, али проналазе неке од њих убијене. Свима је најпре пао систем на рачунару, а затим, кад би притиснули Delete, рачунар би експлодирао. Еф-Би-Ај шаље детектива Џона Меклејна (Брусом Вилис) да приведе Метјуа Мета Фарела (Џастин Лонг), једног од хакера осумњичених са прекид рачунара безбедносних снага. Пошто је отворио Меклејну, није стигао да притисне Delete, па убице губе стрпљење и покушавају да га убију аутоматским оружјем, али Меклејн успева да спаси Фарела и да побегну.
Ујутру, док су се возили према станици Еф-Би-Аја, долази до саобраћајне несреће и Меклејн примећује да су светла на свим семафорима зелена, што изазива велику гужву у саобраћају, па Меклејн и Фарел морају да иду пешке. Меклејн и Фарел стижу у Еф-Би-Ај, где Фарел схвата да је све повезано са ватреном ћелијом, три корака систематског напада унутар нечије структуре: преузимања транспорта, комуникације и финансија и енергијом, што би могло да доведе до уништења Америке. Иако агенти не желе да слушају о томе, Меклејн одлучи да истражи о томе и води Фарела са собом. Док су се возили, Фарел открива да су седморица убијених хакера радили на алгоритму за заштиту података, а Фарел је требало да провери да ли могу бити хаковани. Фарел препознаје глас на радио-вези у колима, и Меклејн ступа у контакт са њима, а главни хакер му брише цео рачун. Хакер, који је претходно преузео све коминикације у граду и изазвао панику, нуди Меклејну отписивање свих дугова у замену за мртвог Фарела, што Меклејн одбија, на шта хакер одговара нападом из хеликоптера на аутомобиле са Меклејном и агентима. Агенти гину, али Меклејн и Фарел успевају да побегну, и, после бежања кроз подземни пролаз, униште хеликоптер. За то време хакер је почео да преузима електрану.
Након што је хакер преко медија објавио симулацију уништења Конгреса Сједињених Америчких Држава, али се испоставља да је била лажна. Фарел открива да се ватрена ћелија не може извести потпуно интернетом него да неки делови морају физичким путем, и да ако се једна фаза прекине ватрена ћелија се не може извести. Зато крећу да спрече заузимање гасне станице, где убијају Маи Лин, чији је глас Фарел препознао. Хакер покушава да ступи у контакт са Маи, али се јавља Меклејн, за кога је мислио да је страдао док је обарао хеликоптер. Фарел користи прилику и помоћу видео-позива слика хакера и шаље је у Еф-Би-Ај. Хакер шаље гас у станицу, што изазива експлозију, али се Фарел и Меклејн опет извлаче. 
Еф-Би-Ајев агент Мигел Боуман (Клиф Кертис) помоћу слике успева да идентификује хакера као Томаса Габријела (Тимоти Олифант), бившег шефа програма заштите од уништења, који је након напада 11. септембра наговестио да систем неће издржати ако не попуне све рупе, али га нису послушали, и сад жели освету. Габријел прекида довод струје у целом Вашингтону, па Фарел одлучује да посете његовог пријатеља Федерика Варлока Калудиса (Кевин Смит) у Балтимору, јер им је он последња нада, па иду хеликоптером Еф-Би-Аја, који је Габријел украо да би Линова дошла до гасне станице. Иако у почетку не сарађује са Меклејном, Варлок му прича о Габријелу. Габријел је био регрутован у Националну Безбедност као чувар мреже. Већ први дан је својим шефовима рекао да заштитна структура може бити лако компромитована, на шта му траже други савет. Касније је на састанку шефова помоћу лаптопа хаковао заштитни систем и срушио одбрамбену мрежу, док га нису зауставили уз претњу пиштољем. Варлок упада у систем Министарства социјалне заштите, у који је Габријел већ ушао, али га Габријел ухвати и открије да су Фарел и Меклејн преживели још један његов покушај ликвидације, и, док га Меклејн гледа на Варлоковом компјутеру, зове Меклејнову ћерку Луси (Мери Елизабет Винстед), која је остала заглављена у лифту и звала помоћ. За то време је Варлок успео да открије Габријелову локацију и Меклејн одлази тамо са Фарелом.
Габријелови људи долазе до Луси и отимају је. Меклејн и Фарел стижу у Габријелово скровиште у Вудлауну, где се сукобљавају са Габријеловим људима, али Габријел отима и Фарела и бежи комбијем са Луси и Фарелом. Меклејн успева да их прати камионом и, уз помоћ Варлока, ступа у контакт са Еф-Би-Ајем. Еф-Би-Ај шаље борбени авион да заустави Габријела, али Габријел мења мету на камион који вози Меклејн. Иако је авион скоро срушио мост и експлодирао, Меклејн опет успева да се извуче.
Габријел стиже до луке одакле намерава да побегне. Уз помоћ Еф-Би-Аја, Меклејн их проналази и убија Габријелове људе, али Габријел хвата Меклејна са леђа, што Меклејн користи и пуца Габријеловим пиштољем себи у раме, тако да је испаљени метак погодио Габријела и убио га. Последњег Габријеловог човека, који је све време држао Луси на нишану, убија Фарел.

## Улоге
| Глумац                | Улога                                 |
| --------------------- | ------------------------------------- |
| Брус Вилис            | Џон Меклејн                           |
| Тимоти Олифант        | Томас Габријел                        |
| Џастин Лонг           | Метју Фарел                           |
| Клиф Кертис           | заменик директора ФБИ-ја Мигел Боуман |
| Мери Елизабет Винстед | Луси Меклејн                          |
| Жељко Иванек          | ФБИ Агент Молина                      |
| Меги Кју              | Меј Лин                               |
| Крис Елис             | Капетан Џек Скалвино                  |

## Занимљивости
- Ово је први део у коме Џон Меклејн за време целог филма сарађује са ФБИ, и у коме се ретко види америчка полиција.
- Када преузме контролу над медијима, Томас Габријел пусти народу поруку намонтирану од снимака говора америчких председника од Рузвелта до Буша.
- Тимоти Олифант је снимио улогу Томаса Габријела за три недеље
- У избору за улогу Луси Џенеро-Меклејн су биле и Џесика Симпсон, Бритни Спирс и Тејлор Фрај, која је играла Луси у Умри мушки.